# József Pálinkás
József Pálinkás (ur. 18 września 1952 w Galvács) – węgierski fizyk jądrowy, nauczyciel akademicki i polityk, profesor, w latach 2001–2002 minister edukacji, parlamentarzysta, od 2008 do 2014 prezes Węgierskiej Akademii Nauk.

## Życiorys
Absolwent fizyki na Uniwersytecie w Segedynie (1977). W 1981 doktoryzował się na Uniwersytecie im. Lajosa Kossutha w Debreczynie. Od 1977 pracował w instytucie badań jądrowych (ATOMKI) Węgierskiej Akademii Nauk w Debreczynie. Od 1990 pełnił obowiązki wicedyrektora, a w latach 1991–1996 był dyrektorem tego instytutu. W połowie lat 90. został profesorem Uniwersytetu w Debreczynie, od 1996 do 2013 kierował katedrą fizyki doświadczalnej.
W latach 90. zaangażował się w działalność polityczną w ramach Węgierskiego Forum Demokratycznego. W 1996 przeszedł do założonej przez część działaczy tego ugrupowania Węgierskiej Demokratycznej Partii Ludowej, zaś w 1998 dołączył do Fideszu. Objął w tym samym roku stanowisko sekretarza stanu w resorcie edukacji, od lipca 2001 do maja 2002 sprawował urząd ministra oświaty w rządzie Viktora Orbána.
W 2006 z ramienia Fideszu wybrany na posła do Zgromadzenia Narodowego. Złożył mandat w 2008 w związku z powołaniem na prezesa Węgierskiej Akademii Nauk, funkcję tę pełnił do 2014. Powrócił następnie do administracji rządowej, w 2015 został dyrektorem narodowego biura badań naukowych, rozwoju i innowacji (NKFIH). W 2019 powołany przez polskiego ministra nauki i szkolnictwa wyższego do grona międzynarodowych ekspertów w programie „Inicjatywa doskonałości – uczelnia badawcza”.
W 2020 powrócił do aktywności partyjnej, współtworząc ugrupowanie pod nazwą Új Világ Néppárt; kierował nim do czasu jego rozwiązania w 2022.